# The Slim Shady LP
The Slim Shady LP és el primer àlbum del raper Eminem després de signar per Aftermath Entertainment. El primer single va ser «My Name Is». El 2003, la revista Rolling Stone va situar al disc  la posició #273 a la llista dels millors àlbums de tots els temps.

## Llista de cançons
1. «Public Service Announcement»
2. «My Name Is»
3. «Guilty Conscience» (feat. Dr. Dre)
4. «Brain Damage»
5. «Paul»
6. «If I Had»
7. «97' Bonnie & Clyde»
8. «Bitch»
9. «Role Model»
10. «Lounge»
11. «My Fault»
12. «Ken Kaniff»
13. «Cum on Everybody»
14. «Rock Bottom»
15. «Just Don't Give a Fuck»
16. «Soap»
17. «As the World Turns»
18. «I'm Shady»
19. «Bad Meets Evil» (feat. Royce Da 5-9)
20. «Still Don't Give a Fuck»

## Guardons
Premis
- 2000: Grammy al millor àlbum de rap